# René Tartara
René Pierre Charles Tartara (ur. 14 listopada 1881 w Lille, zm. 3 września 1922 w Hajfongu) – francuski pływak, medalista olimpijski Letnich Igrzysk Olimpijskich 1900 w Paryżu. Wraz ze swoją drużyną Pupilles de Neptune de Lille zdobył brązowy medal w pływaniu drużynowym na 200 m. Wziął również udział w turnieju piłki wodnej oraz pływaniu na 200 metrów stylem dowolnym, lecz odpadł w eliminacjach.